# 김서영 (수영 선수)
김서영(1994년 3월 17일~)은 대한민국의 수영 선수이다. 

## 경력
수원 태생인 김서영은 다섯 살 때부터 어머니의 권유로 수영을 배웠고, 초등학교 6학년 때 주 종목을 자유형과 접영에서 개인혼영으로 바꿨다.
2009년에 처음으로 대한민국 국가대표 선수가 되었으며 같은 해 6월 싱가포르에서 열린 자신의 첫 국제 대회인 2009년 청소년 아시안 게임에서 200m 개인혼영과 100m 접영에서 우승하면서 2관왕에 올랐다. 같은 해 12월 홍콩에서 열린 2009년 동아시아 경기 대회에 참가하면서 처음으로 성인 국제 대회에 출전했다. 이 대회에서 200m 개인혼영에서 2분 13.65초의 기록으로 중국의 류징과 일본의 후쿠다 도모요의 뒤를 이어 동메달을 획득했다.
2011년 10월 스웨덴 스톡홀름에서 열린 수영 월드컵에 출전했다. 이듬해인 2012년 7월에는 영국 런던에서 열린 2012년 하계 올림픽에 참가하여 처음으로 올림픽에 출전했다. 이 대회 400m 개인혼영에 출전했으며 17위로 대회를 마쳤다.
2014년 9월 자국 대한민국의 인천에서 열린 2014년 아시안 게임에 참가했으며 200m 개인혼영에서 5위, 400m 개인혼영에서 4위에 올랐다. 2015년 7월에는 대한민국 광주에서 열린 2015년 하계 유니버시아드에 참가했으며 400m 개인혼영에서 4위에 올랐다.
2016년 8월 브라질 리우데자네이루에서 열린 2016년 하계 올림픽에 참가했으며 200m 개인혼영에서 12위를 기록했다. 이듬해인 2017년 7월 헝가리 부다페스트에서 열린 2017년 세계 선수권 대회 여자 200m 개인혼영 준결승전에서 2분 09.86초의 대한민국 신기록을 세우고 전체 5위의 성적으로 8명이 겨루는 결선에 올랐다. 결선에서는 준결승 기록보다 저조한 2분 10.40초의 기록으로 6위에 올랐다. 같은 해 8월에는 중화민국 타이베이에서 열린 2017년 하계 유니버시아드에서 동메달 2개를 획득했다.
2018년 8월 인도네시아 자카르타에서 열린 2018년 아시안 게임에 참가했다. 이 대회 200m 개인혼영 종목에서 2분 08.34초의 기록을 세우면서 아시안 게임 신기록을 세웠고 일본의 오하시 유이와 데라무라 미호를 누르고 금메달을 획득했다. 이 금메달은 1982년 아시안 게임에서 우승한 최윤희 이후 36년 만에 대한민국이 획득한 아시안 게임 개인혼영 금메달이며 2010년 아시안 게임에서 우승한 정다래 이후 8년 만에 대한민국 선수가 획득한 아시안 게임 수영 금메달이다. 400m 개인혼영 종목에서는 4분 37.43초의 기록으로 오하시의 뒤를 이어 은메달을 획득했다.

## 개인 최고 기록
| 종목           | 기록        | 날짜            | 대회                                 | 장소          | 기타 |
| -------------- | ----------- | --------------- | ------------------------------------ | ------------- | ---- |
| 개인혼영 200ｍ | 2분 08초 61 | 2018년 4월 27일 | 2018 국제대회 수영 국가대표 선발대회 | 대한민국 광주 |      |

- : 국가 신기록